# Dietrich Kampf
Dietrich Kampf (* 3. April 1953 in Oberwiesenthal) ist ein ehemaliger deutscher Skispringer, der in den 1970er Jahren mehrfach für die DDR an der Vierschanzentournee teilnahm.

## Werdegang
Sein größter sportlicher Erfolg war der Vize-Weltmeister-Titel bei der Nordischen Skiweltmeisterschaft 1974 in Falun auf der Normalschanze hinter dem Sieger Hans-Georg Aschenbach. Im selben Jahr wurde der für den SC Traktor Oberwiesenthal startende Springer Doppel-Vizemeister der DDR von der Normal- und von der Großschanze, 1977 noch einmal Dritter von der Großschanze. Er hielt von 1972 bis 1977 den Schanzenrekord auf der Aschbergschanze in Klingenthal, gemeinsam mit Horst Queck und war ebenfalls Schanzenrekordhalter auf der Alten Fichtelbergschanze in Oberwiesenthal von 1974 bis 1975.
Beim DSV ist Dietrich Kampf als D/C Kader-Trainer für Skisprung tätig. Zudem ist er Stützpunkttrainer beim Bundesstützpunkt Oberwiesenthal.

## Erfolge

### Vierschanzentournee-Platzierungen
| Saison  | Platz | Punkte |
| ------- | ----- | ------ |
| 1973/74 | 6.    | 893    |